# Zastava
 Ovo je glavno značenje pojma Zastava. Za druga značenja pogledajte Zastava (razdvojba).
Zastava, stijeg (izvorni hrvatski naziv) ili barjak (turcizam) simbol je neovisnosti zemlje i državne pripadnosti. Svaka država ima svoju zastavu, a svaka zastava svoju povijest. Slavne ratne zastave, koje su prošle kroz mnoge bojeve, čuvaju se u povijesnim i vojnim muzejima. Pojedine pokrajine, gradovi, vojne jedinice, organizacije, društva, ustanove i sl. mogu imati svoje zastave. Zastava je najčešće komad jednobojne ili višebojne tkanine, katkad i s ukrasnim znakovima. Pričvršćuje se na uspravan stijeg (motku ili koplje). U svečanim vojnim i drugim povorkama zastave nose stjegonoše. Malene zastavice u određenim bojama upotrebljavaju se u vojsci, pomorstvu, športu itd.

## Nastanak zastava
Zastave su nastale još u starom vijeku. Tada vojnici nisu imali posebnih uniformi. U bojnoj vrevi nije bilo lako prepoznati svoje vojnike od neprijateljskih. Tada su se vojnici počeli skupljati oko svojih zastava, a one su im pokazivale i smjer kretanja vojske.

## Zanimljivosti o državnim zastavama
- Jedina zastava koja se sastojala od samo jednog polja i nema simbola je bila libijska zastava do 2011. godine, i imala je samo zeleno polje.
- Zastava koja ima najviše simbola je turkmenistanska; dvanaest ih je.
- Zastava koja jedina nema pravokutni ili kvadratni oblik je nepalska.
- Zastava koja ima najveći broj životinja je hrvatska.[2]

## Galerija
- Karta svijeta koja pokazuje sve nacionalne zastave.
- Zastava na vrhu hrama u Indiji.
- Zastave Republike Hrvatske i Europske unije.
- Zastava jezika esperanto

## Poveznice
- Veksilologija
- Popis državnih zastava
- Zastave bijelih, crvenih i plavih pruga
- Zastava duginih boja
- Štandarac